# Cristina Subiri
Cristina Subiri (Málaga, 7 de septiembre de 2006) es una escritora y poeta española. Es autora del poemario '365 Primaveras' .
Ha sido galardonada con el primer premio literario "Juan Gaitán" en su categoría en abril de 2023.
Cristina Subiri es una joven escritora que ha cautivado a lectores de todas las edades con su pasión por la literatura y su habilidad para tejer palabras con emoción y sensibilidad. Su viaje en el mundo de la escritura comenzó a una temprana edad, pero fue a los diez años cuando se sumergió en la poesía, encontrando en ella su voz y su refugio. “365 primaveras” representa su primer poemario, el fruto de años de reflexión y crecimiento personal.
En “365 primaveras,” Cristina Subiri comparte un viaje emocional que abarca un año completo, explorando la tristeza, la esperanza y la resistencia. La autora confiesa: “Después de creer que nunca podría salir del pozo sin fondo en el que me había metido, descubrí que había muchas cosas por las que resistir. Sumergirse en la tristeza despertó en mí una sensación de monotonía que me empujó hacia el exterior en pocos meses. Mezclando poemas de desesperación con otros más esperanzados. Busco que quien lo lea pueda identificarse y seguir por el buen camino.”
Con una prosa poética única, Cristina Subiri teje versos que invitan al lector/a a explorar su propio mundo interior y a encontrar el valor para superar los desafíos de la vida. Cada página es un viaje a través de las estaciones del alma. Un recordatorio de que, incluso en los momentos más oscuros, la luz de la esperanza puede brillar intensamente.